# Liste der Stolpersteine in Braunsbedra
Die Liste der Stolpersteine in Braunsbedra enthält alle Stolpersteine, die im Rahmen des gleichnamigen Kunst-Projekts von Gunter Demnig in Braunsbedra verlegt wurden. Mit ihnen soll Opfern des Nationalsozialismus gedacht werden, die in Braunsbedra lebten und wirkten. Die erste Verlegung fand am 7. Mai 2013 statt.

## Liste der Stolpersteine
| Adresse                  | Datum der Verlegung | Person | Inschrift | Bild | Bild des Hauses |
| ------------------------ | ------------------- | --- | --- | --- | --------------- |
| Aussichtspunkt Cecilie · | 7. Mai 2013         | Pinkus Sochaczewski (1885–1942) Pinkus Sochaczewski wurde in Kalisz geboren und arbeitete im Braunsbedraer Ortsteil Krumpa als Bergmann. 1939 wurde er ins KZ Buchenwald deportiert, am 10. Oktober weiter in KZ Auschwitz-Monowitz, wo er am 25. November 1942 starb. | Hier wohnte PINKUS SOCHACZEWSKI Jg. 1885 ‘Schutzhaft’ 1939 Buchenwald deportiert 1942 Auschwitz ermordet 25.11.1942 | Bild gesucht Die Wikipedia wünscht sich an dieser Stelle ein Bild vom Ort mit diesen Koordinaten 51.301012 11.854345 . Motiv: Stolperstein für Pinkus Sochaczewski Falls du dabei helfen möchtest, erklärt die Anleitung , wie das geht. BW |                 |